# Marek Novotný
Marek Novotný (Piešťany, 4 maggio 1978) è un pallavolista ceco.

## Palmarès

### Nazionale (competizioni minori)
- European League 2004